# Euproctis pelona
Euproctis pelona är en fjärilsart som beskrevs av Swinhoe 1891. Euproctis pelona ingår i släktet Euproctis och familjen tofsspinnare. Inga underarter finns listade i Catalogue of Life.